# جنگ جهانی دوم در یوگسلاوی
جنگ جهانی دوم در یوگسلاوی (انگلیسی: World War II in Yugoslavia) یک عملیات نظامی در کشور پادشاهی یوگسلاوی بود که از ششم آوریل آغاز شد و با تهاجم آلمان نازی به یوگسلاوی، این کشور به سرعت توسط نیروهای محور فتح شد و در سلطه آلمان نازی و پادشاهی ایتالیا، پادشاهی مجارستان (۱۹۲۰–۱۹۴۶) و بلغارستان و متعاقباً رژیم‌های دست‌نشانده قرار گرفت، از آن پس یک جنگ آزادیخواهانه چریکی علیه نیروهای اشغالگر محور و (رژیم‌های دست نشانده محلی، از جمله دولت فاشیستی کرواسی) و دولت نجات ملی که در قلمرو منطقه تحت اشغال آلمان بود گسترش پیدا کرد. صربستان، توسط اتحادیه کمونیست‌های یوگسلاوی و تحت رهبری پارتیزان‌های جمهوری‌خواه یوگسلاوی به‌طور همزمان، یک جنگ داخلی چند جانبه را پیش بردند که در آن پارتیزان‌های کمونیست یوگسلاوی، چتنیک‌های سلطنت‌طلب صربستان، فاشیست‌های اوستاشه کرووات و سپاه داوطلبان صربستان و گارد ایالتی و همچنین اسلوونی و نیروهای نگهبان در این جنگ داخلی شرکت داشتند. مدت تصاحب یوگوسلاوی ۱۲ روز طول کشید.
هم پارتیزان‌های یوگسلاوی و هم جنبش چتنیک در برابر اشغال خارجی مقاومت کردند. اما، پس از سال ۱۹۴۱، چتنیکهای سلطنت‌طلب با نیروهای ورماخت آلمانی و اوستاشه، با نیروهای اشغالگر ایتالیایی در جنگ جهانی دوم همکاری گسترده و منظم داشتند. نیروهای محور مجموعه‌ای از حملات را برای نابودی پارتیزان‌ها سامان دادند و به این ترتیب در بهار و تابستان ۱۹۴۳ نبردهای نرتوا و سوتجسکا بوقوع پیوست.
پارتیزان‌ها به رغم مشکلاتی که داشتند اما همچنان به عنوان یک نیروی جنگی معتبر به رسمیت شناخته شدند، آنچنانکه سازمان آنها با حضور در (کنفرانس تهران) از طرف نیروهای متفقین غربی به رسمیت شناخته شد و به این ترتیب پایه‌های دولت جمهوری فدرال سوسیالیستی یوگسلاوی پس از جنگ نهادینه شد. با رساندن تدارکات و پشتیبانی نیروی هوایی از جانب متفقین غربی و نیروی زمینی اتحاد جماهیر شوروی در حمله به بلگراد، پارتیزان‌ها سرانجام کنترل کل کشور و مناطق مرزی (تریسته) و (کرنتن) را به دست گرفتند.
هزینه انسانی کشته‌شدگان جنگ جهانی دوم بسیار زیاد بود. هنوز بر سر تعداد قربانیان جنگ اختلاف هست، اما به‌طور کلی توافق شده که قریب به حداقل یک میلیون نفر در این جنگ قربانی شدند. قربانیان مدنی شامل اکثریت جمعیت یهودی کشور بودند که بسیاری از آنها در اردوگاه‌های کار اجباری و اردوگاه‌های کشتار جمعی نگهداری می‌شدند از جمله بسیاری در اردوگاه: یاسنواتس، بانجیکا توسط رژیم‌های دست نشانده هلاک شدند.
رژیم اوستاشه (اکثراً کرووات)، به همراه مسلمانان بوسنیایی و دیگران علیه صرب‌ها، یهودیان، کولی‌ها و کرووات‌های ضد فاشیستی مرتکب قتل‌عام شدند. چتنیک‌ها (اکثراً صرب‌ها و همچنین مونته نگروها و دیگران) علیه مسلمانان بوسنی، کرووات‌ها و صرب‌های طرفدار ایتالیایی‌ها به دنبال نسل‌کشی بودند. رژیم‌های اشغالگر با خشونت و پاکسازی قومی (ایتالیایی) علیه اسلونی‌ها و کروات‌ها بودند. ورماخت ارتش نازی اعدام‌های گسترده‌ای از غیرنظامیان را به عنوان تلافی برای فعالیت‌های مقاومت مرتکب شد، به عنوان مثال، قتل‌عام کراگوجواک مربوط به لشکر هفتم داوطلب کوهستانی بخش اس اس پرینس اویگن تعداد زیادی از غیرنظامیان و اسیران جنگی را قتل‌عام کردند. نیروهای اشغالگر مجارستانی غیرنظامیان (عمدتاً صرب‌ها و یهودیان) را در یک یورش بزرگ در جنوب باخا به بهانه سرکوب فعالیت‌های مقاومت، قتل‌عام کردند.
سرانجام، در مراحل آخر جنگ، مقامات یوگسلاوی و نیروهای پارتیزان دست به انتقام جویی زدند و از جمله به تبعید جمعیت دانوب سوابیا پرداختند و با اعمال راهپیمایی اجباری و اعدام هزاران سرباز و غیرنظامی اسیر شده (عمدتاً کرواتهای مرتبط با NDH) اقدام کردند، اسلوونیایی‌هایی که در ارتباط با نیروهای فاشیست بودند نیز گریختند.